# Arnold Glave
Arnold Glave var en svensk entreprenör och glaskonstnär.
Han arbetade som kamrer på Orrefors glasbruk och på Gullaskrufs glasbruk och grundade därefter 1945 AB Termosindustri i Kalmar,. Det var ett av de fyra svenska företag som tillverkat termosar, vid sidan av Termoverken och Jönköpings vacuumindustri i Jönköping och Trelleborgs Glasindustri. 
År 1947 grundade han också – tillsammans med kemisten Nils Åberg – Kalmar Glasbruk för att tillverka glaskolvar till termosarna.
Förutom termosglas tillverkades pressglas i form av medicinflaskor, glasinredning till kökshyllor, kylskåpslådor och serviser. Kalmar Glasbruk tillverkade också konstglas, med Arnold Glave som formgivare, vid sidan av Tora Pors under åren 1947–1954 och Ulla Benne (född 1927) 1950–1957. 
Glave uppfann en tillverkningsmetod för konstglas, som efter honom kallas "glavering". Den består i att med hjälp av bunsenbrännare gjuta in färgat glas från glasstavar i mönster som dekoration på ett varmt glasföremål och ovanpå det lägga en ny yta av klarglas.

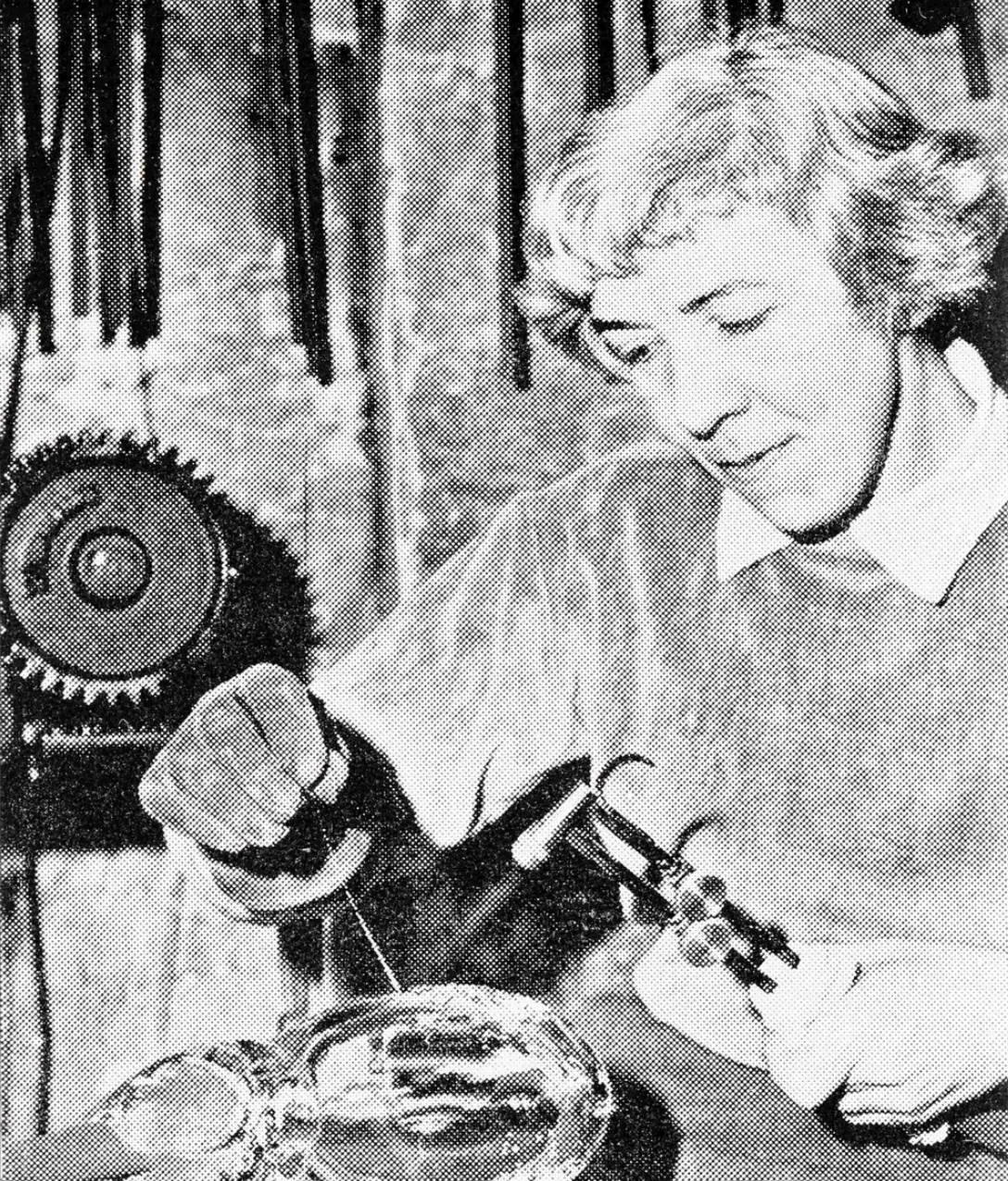
Tora Pors arbetande med "glavering" på Kalmar glasbruk någon gång 1947–1954.